# Song Phụng
Song Phụng là một xã thuộc huyện Long Phú, tỉnh Sóc Trăng, Việt Nam.

## Địa lý
Xã Song Phụng nằm ở phía bắc huyện Long Phú, có vị trí địa lý:
- Phía đông giáp huyện Cù Lao Dung qua sông Hậu
- Phía tây và phía bắc giáp huyện Kế Sách
- Phía nam giáp thị trấn Đại Ngãi.

Xã Song Phụng có diện tích 21,18 km², dân số năm 2022 là 9.827 người, mật độ dân số đạt 463 người/km².

## Hành chính
Xã Song Phụng được chia thành 4 ấp: Phụng An, Phụng Sơn, Phụng Tường 1, Phụng Tường 2.